# مملكة لاوس
مملكة لاوس (لاو:ພຣະຣາຊອານາຈັກລາວ) (بالفرنسية: Royaume du Laos)‏ ، كانت مملكة لاوس عاشت فترة الحكم الملكية من بداية عام 1953م.استمرت الملكية قائمة حتى ديسمبر 1975م، عندما سلم آخر ملوكها، ساڤانگ ڤاتثانا العرش إلى پاثت لاو، الذي أسس الملكية لصالح دولة ماركسية تسمى جمهورية لاو الشعبية الديمقراطية، والتي تدير لاوس منذ ذلك الحين.

## وصلات خارجية
- Country Study - Kingdom of Laos